# High School Musical 3: Ostatnia klasa
High School Musical 3: Ostatnia klasa (ang. High School Musical 3: Senior Year) – trzeci film z serii High School Musical. Wyprodukowany przez Disney Channel, miał premierę 24 października 2008 roku.
W przeciwieństwie do dwóch poprzednich części, film ukazał się najpierw w kinach. Tematem musicalu jest tym razem okres przedmaturalny oraz matura i bal. W filmie występują wszyscy aktorzy, którzy grali we wcześniejszych odsłonach serii: Zac Efron, Ashley Tisdale, Vanessa Hudgens, Lucas Grabeel, Corbin Bleu i Monique Coleman pojawiają się również nowe postaci.
13 lipca 2008 roku Disney Channel zaprezentował widzom w Polsce zwiastun filmu, zawierający kilka scen dialogów i piosenek z filmu. 24 lutego 2009 roku to oficjalna data premiery High School Musical 3 na DVD.

## Obsada
W filmie wystąpili:
| Bohater                  | Aktor                | Polski dubbing     |
| ------------------------ | -------------------- | ------------------ |
| Troy Bolton              | Zac Efron            | Łukasz Zagrobelny  |
| Gabriella Montez         | Vanessa Hudgens      | Hanna Stach        |
| Sharpay Evans            | Ashley Tisdale       | Magdalena Krylik   |
| Ryan Evans               | Lucas Grabeel        | Jakub Molęda       |
| Chad Danforth            | Corbin Bleu          | Grzegorz Drojewski |
| Taylor McKessie          | Monique Coleman      | Anna Sztejner      |
| Jack Bolton              | Bart Johnson         | Robert Czebotar    |
| Pani Darbus              | Alyson Reed          | Joanna Jeżewska    |
| Kelsi Nielsen            | Olesya Rulin         | Beata Wyrąbkiewicz |
| Zeke Baylor              | Chris Warren         | Bartosz Obuchowicz |
| Jason Cross              | Ryne Sanborn         | Klaudiusz Kaufmann |
| Jimmie „Kosmonauta” Zara | Matt Prokop          | Jakub Truszczyński |
| Donnie Fox               | Justin Martin        | Adam Pluciński     |
| Tiara Gold               | Jemma McKenzie-Brown | Monika Pikuła      |
| Pan Danforth             | David Reivers        |                    |
| Max RousBoth             | Angus McLaren        |                    |